# Ungvári Tamás
Ungvári Tamás (Budapest, 1930. szeptember 25. – Törökbálint, 2019. június 29.) Széchenyi- és József Attila-díjas magyar író, műfordító, kritikus, irodalomtörténész, egyetemi tanár, az irodalomtudományok kandidátusa. Kutatási területe a művelődéstörténet volt.

## Életpályája
Az Eötvös Gimnáziumba nem vették fel, mert a numerus clausus miatt kontingensük volt a zsidó tanulóknak. Így került a Zsidó Gimnáziumba. Még a gimnázium elvégzése előtt jelentkezett az egyetemre. 1952-ben, 21 évesen szerzett diplomát az ELTE angol–magyar szakán. Tatán tanított egy általános iskolában. Ezután a Csillag című folyóirat rovatvezetője lett. 1957-től aspiráns volt, majd 1959-től a Magyar Nemzetnél dolgozott szerződéses munkatársként. 1960-tól fordító, dramaturg, a Budapester Rundschau szerkesztője. 1960–61-ben a Petőfi Színház dramaturgja. 1970-től a Magyar Színházi Intézet tudományos főmunkatársa, 1975-től a Szépirodalmi Könyvkiadó szerkesztője, 1980–1981-ben a Színház- és Filmművészeti Főiskola docense, 1982-től egyetemi tanára. 1989-ig a Magyar Tudományos Akadémia Színháztudományi Bizottságának tagja. Több külföldi egyetem vendégprofesszora. Két cikluson át a nemzetközi P.E.N. Club magyar tagozatának (Magyar PEN Club) főtitkára volt. A Cambridge-i Egyetemen a Churchill College „overseas fellow” tiszteleti tagságban részesült. Fulbright-vendégprofesszorként négy esztendőt töltött a kaliforniai Claremontban. IREX csereprofesszorként a Columbia, a Yale és a Harvard egyetemen tartott előadásokat. Művelődéstörténetet tanított a Zsidó Egyetemen, a Rabbi Szemináriumban.
Drámafordítóként 1959. október 16-án debütált. Shelagh Delaney, Egy csepp méz című darabját a Magyar Néphadsereg Színháza mutatta be az Ódry Színpadon.
Műsorvezetőként is dolgozott a Magyar Televízióban, a Magyar Rádióban, 2009-től a Klubrádióban. Könyvjelző című műsora az ATV-n futott.
Korábban kétszer küzdött rákos megbetegedéssel. 2019 tavaszán ismét rákot diagnosztizáltak nála, június 29-én pedig elhunyt. 2019. július 5-én helyezték örök nyugalomra a budapesti Kozma utcai izraelita temetőben. A szertartáson beszédet mondott fia, Benjamin és Hegedűs D. Géza színművész.

## Magánélete
Felesége 12 évig Psota Irén színésznő volt. Házasságuk válással végződött. 1974-ben házasodott ismét, felesége fogorvos. Két fia született: Dávid és Benjámin. Nagynénje Rotschild Klára magyar divattervező volt.

## Tudományos pályája
- Az irodalomtudomány kandidátusa (1968)
- Az irodalomtudományok doktora (1989)[3]

## Oktatási-kutatási területe
- Magyar irodalom és zsidóság
- Modern zsidó történelem és irodalom
- A két világháború közötti európai szellemi élet
- Művészettörténeti és művelődéstörténeti tudományok
- Irodalom- és kultúra tudományok

## Önálló könyvei
- Mi az idő? Eszmetörténeti panoráma; 3. átdolg., bőv. kiad.; Scolar, Bp., 2017
- Kaland és gondviselés. Felvilágosodás, művészet és tudomány; 2. bőv., átdolg. kiad.; Scolar, Bp., 2017
- A Zuckerberg-galaxis. Az én Facebookom; Scolar, Bp., 2016
- Felperzselt ország. Sorsfordító évek emlékiratai; Scolar, Bp., 2016
- A hódító képzelet. Regényes példák, példás regények; Scolar, Bp., 2015
- A torinói lepel. Misztikus-mágikus utazás; Scolar, Bp., 2014
- A tragikumról. Az ókoriaktól a modernekig; Scolar, Bp., 2013
- Szokatlan beszélgetések. A kérdező Ungvári Tamás; Scolar, Bp., 2013
- A szépség születése. A modern művészetelmélet kezdetei; Scolar, Bp., 2012
- Az életem enciklopédiája; Scolar, Bp., 2012
- A halhatatlanság enciklopédiája; Scolar, Bp., 2011
- Új Beatles biblia. A négy apostol mítosza. Diszkográfia: Kis Kós Antal, képanyag: Illés Andrea. Scolar, Bp., 2011
- Nyomtalanul. A gyilkosok köztünk vannak; Scolar, Bp., 2010
- Az emlékezés enciklopédiája; Scolar, Bp., 2010
- Csalódások kora. A „zsidókérdés” magyarországi története; 2. átdolg., bőv. kiad.; Scolar, Bp., 2010
- Labirintusok. A szellemtörténet útjai a klasszikustól a modernig; Scolar, Bp., 2009
- A feledés enciklopédiája; Scolar, Bp., 2009
- The “Jewish question” in Europe. The case of Hungary (Ahasvérus és Shylock); Boulder–Highland Lakes–New York, Social Science Monographs–Atlantic Research and Publication–Columbia University Press, 2000 (Atlantic studies on society in change, 99.)
- Bűnbeesés után. Európa szellemi élete a két világháború között; Ulpius-ház, Bp., 2008
- Hemingway háborúja. Kalandregény; Ulpius-ház, Bp., 2005
- A torinói szemfedő. Misztikus kalandregény; Ulpius-ház, Bp., 2004
- Lezáratlan nyomozás; Ulpius-ház, Bp., 2004
- Ahasvérus és Shylock. A „zsidókérdés” Magyarországon; Akadémiai, Bp., 1999
- A regény és az idő; 2. átdolg., bőv. kiad.; Maecenas, Bp., 1996
- A szépség születése. Bevezetés az irodalomelmélet alapfogalmaiba; 2. átdolg. kiad.; Maecenas, Bp., 1996
- A torinói szemfedő. Regény; Maecenas, Bp., 1995
- A védelem tanúja. Bizalmas és szigorúan titkos feljegyzések E. J. [Elbert János] életéről és titokzatos haláláról; Dovin, Bp., 1990
- Das Geständnis. Roman (A torinói szemfedő); németre ford. Erika Bollweg; Greno, Nördlingen, 1989
- A szépség születése. Bevezetés az irodalomelmélet alapfogalmaiba; Kozmosz Könyvek, Bp., 1988
- Az irodalomtörténet diszkrét bája, avagy A szemérmetes igazság; Magvető, Bp., 1988
- A titkos háború. Egy nyomozás története; IPV, Bp., 1986
- A regényről; szerk. Szerdahelyi István és Ungvári Tamás; Kossuth, Bp., 1986 (Vélemények, viták)
- Rekviem egy manekenért. 17 válogatott történet; Lapkiadó Vállalat, Bp., 1985
- Kaland és gondviselés. A regény születésének eszmetörténeti háttere; Magvető, Bp., 1985
- A harmadik csatorna. Egy kritikus naplójából; Múzsák, Bp., 1985
- Nemcsak Babilonban; Szépirodalmi, Bp., 1984
- A modern irodalom válaszútjain. Irodalmi tanulmányok; Gondolat, Bp., 1984
- A Beatles most és mindörökké. Egy kiállítás képei; Rainer Moers dokumentumainak felhasználásával összeáll. Ungvári Tamás; Sportpropaganda, Bp., 1982
- Beatles biblia. A négy apostol mítosza; 2. bőv. kiad.; Zeneműkiadó, Bp., 1982
- Avantgarde vagy realizmus? Brecht és Lukács vitájáról; Magvető, Bp., 1979 (Gyorsuló idő)
- A torinói szemfedő. Regény; Szépirodalmi, Bp., 1978
- Brecht színházi forradalma; Akadémiai, Bp., 1978 (Korunk tudománya)
- A regény és az idő; Gondolat, Bp., 1977
- Rock, rock, rock; Zeneműkiadó, Bp., 1976
- Poetika; 2. átdolg. kiad.; Gondolat, Bp., 1976
- Világszínház; Szépirodalmi, Bp., 1974
- A dráma művészete ma. Írók, rendezők, kritikusok korunk drámájáról; vál., szerk., bev. Ungvári Tamás; Gondolat, Bp., 1974
- A rock mesterei. Az ellenkultúra kulturtörténete; Zeneműkiadó, Bp., 1974
- Déry Tibor alkotásai és vallomásai tükrében; Szépirodalmi, Bp., 1973 (Arcok és vallomások)
- Találkozások a világhírrel; Kozmosz, Bp., 1972
- Ikarusz fiai; Szépirodalmi, Bp., 1970
- Beatles biblia. A négy apostol mítosza; Gondolat, Bp., 1969
- Mítosz és művészet. Megjegyzések a tragédia eredetéről; Akadémiai, Bp., 1967
- Poétika; Gondolat, Bp., 1967
- Modern tragikum – tragikus modernség; Gondolat, Bp., 1966
- Az eltűnt személyiség nyomában. Tanulmányok; Szépirodalmi, Bp., 1966
- Szigetország utasa; Táncsics, Bp., 1963 (Útikalandok)
- Thackeray; Gondolat, Bp., 1962 (Irodalomtörténeti kiskönyvtár)
- Fielding; Művelt Nép, Bp., 1955 Budapest (A kultúra mesterei)

## Egyéb publikációi
- Publikációs jegyzék
- Országos Doktori Tanács

## Díjai, elismerései
- A Művészeti Alap irodalmi díja (1984)[12]
- József Attila-díj (1985)[12]
- A Magyar Köztársasági Érdemrend tisztikeresztje (1995)[14][12]
- Aranytoll (2007)[12]
- Az Országos Rabbiképző – Zsidó Egyetem professor emeritusa (2008)[15]
- Magyarországi Zsidóságért Díj (2010)[12]
- Széchenyi-díj (2010)[12]
- Budapest díszpolgára (2010)[12]
- MSZP Közéleti díj (2015)[16]
- Radnóti Miklós antirasszista díj (2015)[17]
- Hazám-díj (2015)[18][19][12]
- Komlós Aladár-díj (2016)[12]
- Új Köztársaságért Díj (2016)[12]
- Az Országos Rabbiképző – Zsidó Egyetem díszdoktora (2016)[15]